# Fedríades

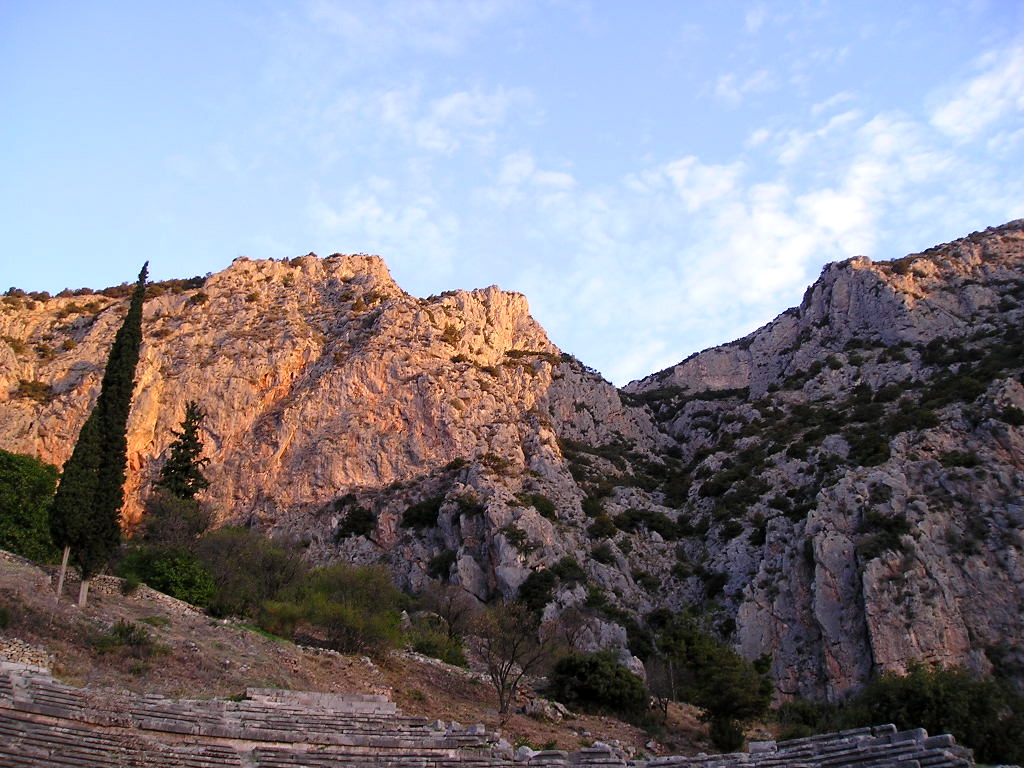
Fedríades.

Fedríades (en griego antiguo: Φαιδριάδες, romanizado: Faidriádes, ‘resplandecientes’; en latín: Faidriades) es el nombre que reciben dos escarpadas paredes rocosas del monte Parnaso en Grecia. Los acantilados forman parte del flanco sur de la montaña y se elevan abruptamente sobre el santuario de Delfos.

Las Fedríades forman una especie de fortaleza natural al norte de Delfos. De una fisura entre los acantilados fluye la fuente Castalia.
Heródoto en sus Historias dice que las piedras cayeron (o se dejaron caer) desde los acantilados durante las guerras médicas cuando el ejército aqueménida se acercaba a Delfos desde el este. Esto salvó el santuario.